# Pojasky
Pojasky (ukr. Пояски) – wieś na Ukrainie, w obwodzie żytomierskim, w rejonie korosteńskim. W 2001 roku liczyła 431 mieszkańców.
Znajduje się tu stacja kolejowa Pojasky, położona na linii Kijów – Sarny – Kowel.